# Rapport Werner
Le rapport Werner est un rapport élaboré par Pierre Werner et une commission à la demande des dirigeants des États membres de la CEE réunis lors du sommet de La Haye de 1969. Le rapport, publié le 8 octobre 1970 proposait un modèle en trois étapes pour établir l'union économique et monétaire, en essayant de surmonter les différences entre les « monétaristes » et les « économistes »
Le rapport proposait, en matière de politique monétaire, d’importants transferts de responsabilités des États membres vers la Communauté européenne.

## Étapes proposées
La réalisation de l'UEM en cinq étapes :

« [...] les monnaies communautaires sont assurées d'une convertibilité réciproque totale et irréversible, sans fluctuation de cours et avec des rapports de parités immuables ou, de préférence, sont remplacées par une monnaie communautaire unique :
- la création de liquidités dans l'ensemble de la zone et la politique monétaire et du crédit sont centralisées ;
- la politique monétaire à l'égard du monde extérieur est du ressort communautaire ;
- les politiques des États membres à l'égard du marché de capitaux sont unifiées ;
- les données essentielles de l'ensemble des budgets publics, et en particulier la variation de leur volume, l'ampleur des soldes et les modes de financement ou d'utilisation de ces derniers sont décidés au niveau communautaire ;
- les politiques régionales et structurelles ne sont pas exclusivement du ressort des pays membres ;
- une consultation systématique et continue des partenaires sociaux est assurée au niveau communautaire. »

— Rapport au Conseil et à la Commission concernant la réalisation par étapes de l'union économique et monétaire dans la Communauté - «Rapport Werner», Luxembourg, 8 octobre 1970, Bull. CE Suppl. 11-1970, p. 12-13.

### Première étape
Pendant la première, qui devait durer 3 ans et débuter dès le 1er juin 1971, les orientations fondamentales de la politique économique et monétaire étaient peu à peu définies en commun. Les relations de change entre les monnaies de la Communauté devaient être progressivement resserrées et l'amplification des fluctuations entre les États membres en général contenue dans des limites relativement stables.

### Deuxième étape: la transition
La deuxième étape prévoyait que les actions entreprises fussent poursuivies, mais de manière plus contraignante. Un Fonds européen de coopération monétaire (FECOM) fut créé en 1973. Celui-ci  pratiquerait plus tard les interventions nécessaires sur le marché des changes pour maintenir la cohésion monétaire des États membres. Un conseil chargé de définir la politique macroéconomique des Six fut institué.

### Troisième étape: le point d'arrivée
La troisième étape est la globalisation financière, elle a pour but de fixer les taux de change.

## Portée
Le rapport Werner fut la base du plan de la CEE (accepté le 22 mars 1971) pour réaliser en trois étapes l’UEM, avant la fin des années 1970. Sa portée peut être découpée en quatre étapes.
La première est la mise en place du serpent monétaire européen qui va limiter les fluctuations des taux de changes entre les différentes monnaies européennes (2,25% maximum) , jusqu’aux crises de 1971-1973. Malgré l’établissement de ce mécanisme, ce qui fera dire à Pierre Werner : « Je suis heureux de constater que sur tous ces aspects nous avons forgé une opinion collective unanime (...) »  celui-ci sera voué à l’échec pour plusieurs raisons. En premier lieu, le sujet de la souveraineté nationale est encore très présent dans les années 1970  et les divergences monétaires et institutionnelles entre l’Allemagne et la France ralentissent le processus. La volonté de souveraineté européenne n’est pas entièrement à l’ordre du jour. Le deuxième élément est celui des crises successives du dollar en 1971 avec la fin des accords de Bretton Woods et des parités fixes , et énergétique en 1973, qui vont déstabiliser les monnaies et faire abandonner le projet en 1974.
La deuxième est l’établissement en 1978 du Système Monétaire Européen (SME) avec son unité de compte, l’ECU. Cette avancée est permise par l’intervention de certaines figures politiques comme Valéry Giscard d’Estaing dans l’optique de créer un contrepoids face à la domination du dollar. La monétarisation du système entraine des ajustements structuraux au niveau national pour stabiliser monétairement l’Europe. L’ECU reste une monnaie parallèle qui ouvrira toutefois la voie à l’élaboration de l’Euro. Malgré tout, au sortir des années 1980 le nationalisme monétaire persiste et une instabilité financière au niveau des taux de changes s’installe. C’est dans ce contexte qu’émerge le plan Delors-Scrivener.
Celui-ci est présentée en 1989 pour établir un marché unique qui se conclura par le traité de Maastricht, entré en vigueur le 1er novembre 1993. Jacques Delors s’inspire ici fortement du plan Werner, à la suite des réflexions existant depuis les années 1983-1984. Les années 1980 sont plus propices pour développer ces réflexions en pleine période de libéralisation des marchés et avec un couple franco-allemand très présent (Helmut Kohl-François Mitterrand). L’UEM initiée par Pierre Werner est ainsi repensée et influencera fortement les débats aboutissant au traité précité. Le Conseil européen entame dès le 1er juillet 1990 la première étape du plan.
La dernière étape est la naissance de l’Euro. En effet, dès le 1er juin 1998, la Banque Centrale Européenne (BCE) est mise en place et l’Euro est introduit le 1er janvier 1999 avant de devenir la monnaie officielle des pays participants le 1er janvier 2002 et d’être un des facteurs de crédibilité de l’économie européenne. Le Plan Werner est ainsi à la base de certaines des plus importantes avancées de l’intégration européenne même si le projet en lui-même ne fut pas appliqué tel quel. Il reste un guide pour l’UEM, un moyen d’encadrer et une manière d’aborder la collaboration au niveau européen.

## Sources